# Phil Bozeman
Phillip David Joseph "Phil" Bozeman (Knoxville, 8 de setembro de 1985) é um músico, compositor e vocalista da banda americana de deathcore Whitechapel. Phil Bozeman tem um canal no YouTube chamado "phillybo1985", ele faz tutoriais sobre gameplay e de como fazer vocal gutural.

## Discografia
Álbuns de estúdio
- The Somatic Defilement (2007)
- This Is Exile (2008)
- A New Era of Corruption (2010)
- Whitechapel (2012)
- Our Endless War (2014)
- Mark of the Blade (2016)
- The Valley (2019)
- Kin (2021)

EPs
- Recorrupted (2011)

## Equipamento
| Instrumento           | Período       |
| Audix OM-5 Microphone | 2006-presente |